# Итимити, Мао
Мао Итимити (яп. 市道 真央 Итимити Мао, род. 1 февраля 1992 года, префектура Осака, Япония) — японская актриса и сэйю. Впервые дебютировала как участница идол-группы HOP Club, в которой выступала под псевдонимом Рио Минами, а также как гравюр-айдол. С 2013 года под псевдонимом M・A・O активно принимает участие в озвучивании ролей в аниме и фильмах.

## Биография
Мао Итимити родилась 1 февраля 1992 года в префектуре Осака. В годы учёбы состояла в спортивных секциях по лёгкой атлетике и софтболу, а также в кружке фотографии.
В конце 2006 года под псевдонимом Рио Минами (яп. 南 梨央 Минами Рио) вошла в состав японской идол-группы HOP Club агентства Horipro. В 2010 году начала карьеру актрисы. В этом же году стала ведущей информационного сегмента варьете-шоу Sakiyomi Jum-Bang! и ассистенткой раздела для читателей Jum Spirit G! журнала Weekly Shonen Jump; работу над этими проектами Итимити завершила в 2014 году.
В феврале 2011 года состоялась премьера токусацу-дорамы Kaizoku Sentai Gokaiger, 35-й части медиафраншизы Super Sentai, в рамках которой Итимити получила роль одной из главных героинь по имени Люка Миллфи/Жёлтый Гокай. Продюсер Toei Такааки Уцуномия отметил, что Итимити с момента прослушивания хорошо поняла эту роль. В дальнейшем она неоднократно возвращалась к этой роли в новых проектах по медиафраншизе.
Итимити заинтересовалась профессией сэйю после того, как в рамках Kaizoku Sentai Gokaiger озвучила своего персонажа в другом облике. В апреле 2012 года впервые дебютировала как сэйю, озвучив в сериале Cooking Idol Ai! Mai! Main! персонажа по имени Киракира. В качестве сэйю Итимити использует псевдоним M・A・O, а под своим настоящем именем снимается в фильмах и дорамах.
В июне 2011 года на DVD было выпущено видео A Distant Shore (яп. 遠い渚 То:й нагиса) с одноимённой фотокнигой-приложением, ставшие для Итимити первыми съёмками в качестве сольного гравюр-айдола. Позже в продажу поступили DVD, содержащее второе видео под названием Apartment, и фотокнига Afternoon Tea. Также Итимити снималась для фотокалендаря компании Try-X в 2011, 2013 и 2014 годах.
В аниме-сериале Samurai Flamenco (2013) Итимити получила роль Мидзуки Мисавы, лидера вымышленного музыкального коллектива Mineral Miracle Muse, и исполнила от лица своего персонажа две закрывающие музыкальные темы: «Date TIME» и «Flight 23-ji». В Hi-sCoool! SeHa Girls (2014) Итимити озвучила антропоморфную приставку Dreamcast и совместно с Минами Такахаси и Сиори Идзавой исполнила открывающую музыкальную тему «Sehagaga Ganbacchau!!». Среди озвученных Итимити главных героинь аниме: Сусэри Симадзу в аниме-сериале Isuca (2015), Лулуко в Space Patrol Luluco (2016), Андзу Ямасаки в полнометражном аниме-фильме Gantz: O (2016), Мисаки Сироганэ в аниме-сериале Action Heroine Cheer Fruits (2017), Хинако Сакураги в Hinako Note (2017), Хомарэ Онисима в Are You Lost? (2019) и множество других.
Была одной из трёх самых плодовитых (пять ролей) актрис-сэйю летнего сезона аниме 2018 года.

## Избранная фильмография

### Игровое кино

#### Дорамы
| Год       | Название                              | Роль                     | Прим.       |
| --------- | ------------------------------------- | ------------------------ | ----------- |
| 2010—2014 | Sakiyomi Jum-Bang!                    | ведущая                  |             |
| 2011—2012 | Kaizoku Sentai Gokaiger               | Люка Миллфи/Жёлтый Гокай | [ 32 ]      |
| 2016      | Doubutsu Sentai Zyuohger              | Люка Миллфи/Жёлтый Гокай | [ 33 ]      |
| 2017—2018 | Uchu Sentai Kyuranger                 | Раптор 283/Розовый Васи  | озвучивание |
| 2019      | Super Sentai Strongest Battle         | Люка Миллфи/Жёлтый Гокай | [ 35 ]      |
| 2019—2020 | Kamen Rider Zero-One                  | Ай-тян                   | озвучивание |
| 2019—2020 | Kishiryu Sentai Ryusoulger            | Кисирю Тибигаро          | озвучивание |
| 2021      | Ultraman Trigger: New Generation Tiga | Марлуру                  | озвучивание |

#### Фильмы
| Год  | Название                                                         | Роль                                              | Прим.  |
| ---- | ---------------------------------------------------------------- | ------------------------------------------------- | ------ |
| 2011 | Gokaiger Goseiger Super Sentai 199 Hero Great Battle             | Люка Миллфи/Жёлтый Гокай                          |        |
| 2011 | Kaizoku Sentai Gokaiger the Movie: The Flying Ghost Ship         | Люка Миллфи/Жёлтый Гокай                          |        |
| 2011 | Tensou Sentai Goseiger vs. Shinkenger: Epic on Ginmaku           | Люка Миллфи/Жёлтый Гокай                          |        |
| 2012 | Kaizoku Sentai Gokaiger vs. Space Sheriff Gavan: The Movie       | Люка Миллфи/Жёлтый Гокай                          | [ 39 ] |
| 2012 | Kamen Rider × Super Sentai: Super Hero Taisen                    | Люка Миллфи/Жёлтый Гокай                          | [ 40 ] |
| 2013 | 009-1: The End of the Beginning                                  | Шэрон                                             |        |
| 2013 | Tokumei Sentai Go-Busters vs. Kaizoku Sentai Gokaiger: The Movie | Люка Миллфи/Жёлтый Гокай                          |        |
| 2014 | Gothic Lolita Battle Bear                                        | Кёко Айкава                                       |        |
| 2017 | Kamen Rider × Super Sentai: Ultra Super Hero Taisen              | Раптор 283/Розовый Васи                           |        |
| 2018 | Uchu Sentai Kyuranger vs. Space Squad                            | Раптор 283/Розовый Васи, Люка Миллфи/Жёлтый Гокай |        |
| 2021 | Kaizoku Sentai: Ten Gokaiger                                     | Люка Миллфи/Жёлтый Гокай                          |        |

#### Видео с идолом
| Год       | Название        | Роль             | Прим.         |
| --------- | --------------- | ---------------- | ------------- |
| 2006—2010 | HOP Club        | играет саму себя |               |
| 2011      | A Distant Shore | играет саму себя | [ 14 ]        |
| 2011      | Apartment       | играет саму себя | [ 15 ] [ 16 ] |

### Озвучивание

#### Аниме-сериалы
2012
- Cooking Idol Ai! Mai! Main! — Киракира

2013
- Chronicles of the Going Home Club — тюлень-маскот[41]
- DD Fist of the North Star — Рин[41][42]
- Samurai Flamenco — Мидзуки Мисава[20]
- Silver Spoon — Тидори Икэда[41]
- Tekyu 2 — опекунша, клерк[41]
- Wanna Be the Strongest in the World — MC[41]

2014
- Ai Tenchi Muyo! — Нана Сарю[43]
- Brynhildr in the Darkness — Кадзуми Шлиренцауэр[44]
- Gonna be the Twin-Tail!! — Микото Сакурагава[45]
- Hi-sCoool! SeHa Girls — Dreamcast[23]
- Inari, Konkon, Koi Iroha — Имадэгава, школьница[41]
- Locodol — Томоко Усами[41]
- Magic Kaito 1412 — Аоко Накамори[46]
- Magical Warfare — Эна Кисаки[41]
- Sword Art Online II — девочка, ученица[41]
- World Conquest Zvezda Plot — Рэнгэ Комадори[47]
- Z/X Ignition — Фьерте[41]
- «Бездомный бог» — Юй Аюму[41]

2015
- Aria the Scarlet Ammo AA — Райка Хино[48]
- Castle Town Dandelion — белый гинкго
- Chaos Dragon: Sekiryu Seneki — Идзун
- Chivalry of a Failed Knight — Рэнрэн Томару[49]
- Dance with Devils — школьница
- DD Fist of the North Star 2 — Рин
- Death Parade — Тисато Миядзаки[50]
- Diabolik Lovers: More Blood — Кристина
- Is the Order a Rabbit? — клиентка A
- Isuca — Сусэри Симадзу[25]
- Kurayami Santa — Итиносукэ Сикабанэ[51]
- Lance N’ Masques — Рю Юифа[52]
- My Monster Secret — Аканэ Комото[53]
- Onsen Yosei Hakone-chan — Харуна[54]
- Overlord — Анри Аммо
- Rainy Cocoa — мадам
- Rampo Kitan: Game of Laplace — Хигаси Кодзи Тияко
- Re-Kan! — Кёко Эсуми[55]
- School-Live! — Юри Вакаса[56]
- The Asterisk War — Ёсуга Мигахара
- The Idolmaster Cinderella Girls 2nd Season — Фумика Сагисава
- Triage X — Ёко Коминэ
- Ultimate Otaku Teacher — Мадока Курамати[57]
- Venus Project Climax — босс Сё
- Wakaba Girl — Мао Курокава[58]
- World Break: Aria of Curse for a Holy Swordsman — Кёко Таканаси[41]
- Young Black Jack — Фан[59]
- «Дюрарара!!x2» — Ворона[60]

2016
- Alderamin on the Sky — Икта Солорк (в детстве)
- And You Thought There Is Never a Girl Online? — Кё Госёин[61]
- ClassicaLoid — Бондаржевская[62]
- Flip Flappers — Папика[63]
- Hundred — Клэр Харви[64]
- Keijo!!!!!!!! — Саяка Мията[65]
- Kuromukuro — Юкина Сираканэ[66]
- Mobile Suit Gundam: Iron-Blooded Orphans Season 2 — Джульет Джурис[67]
- Monster Hunter Stories: Ride On — Навироу[68]
- Phantasy Star Online 2: The Animation — Айка Судзуки[69]
- Rainbow Days — Мори Рина
- Saijaku Muhai no Bahamut — Соня Ремист
- Seisen Cerberus — Сараато[70]
- Space Patrol Luluco — Лулуко[26][71]
- Taboo Tattoo — Аиша
- The Asterisk War (второй сезон) — Ёсуга Мигахара
- This Art Club Has a Problem! — Юка Коэда
- Tonkatsu DJ Agetaro — Соноко Хаттори[72]
- «Дюрарара!!x2» — Ворона[60]

2017
- Action Heroine Cheer Fruits — Мисаки Сироганэ[28]
- Aho-Girl — Аканэ Эймура[73]
- Blue Exorcist: Kyoto Saga — Мамуси Ходзё[74]
- Classroom of the Elite — Айри Сакура[75]
- Food Wars! Shokugeki no Soma: The Third Plate — Мэа Янаи
- Granblue Fantasy The Animation — Нармая
- Hinako Note — Хинако Сакураги[29]
- Kado: The Right Answer — Сарака Цукай[76]
- King’s Game The Animation — Тиэми Хонда[77]
- Nana Maru San Batsu — Юки Кодзуки[78]
- One Room — Юи Ханасака[79]
- Twin Angel Break — Мэгуру Амацуки/Ангельская Роза[80]
- «Цугумомо» — Тагури Канаяма[81]

2018
- Agu: Tensai Ningyo — Ли Баймянь[82]
- Black Clover — Фана[83]
- Cells at Work! — Эозинофил[84]
- Dropkick on My Devil! — Бете[85]
- Gurazeni — Юки[86]
- Katana Maidens: Toji No Miko — Судзука Конохана[87]
- Last Period: The Story of an Endless Spiral — Кампанелла[88]
- Magical Girl Site — Саюки Ринга[89]
- One Room: Second Season — Юи Ханасака
- RErideD: Derrida, who leaps through time — Мардж Билштайн[90]
- Slow Start — Сион Кёдзука[91]
- Sword Art Online Alternative Gun Gale Online — Анна[92]
- Teasing Master Takagi-san — Юкари Тэнкава[93]
- The Disastrous Life of Saiki K. (второй сезон) — Иму Рифута[94]
- To Aru Majutsu no Index III — Стефани Горджеспалас
- Uchi no Maid ga Uzasugiru! — Мидори Укай[95]
- «О моём перерождении в слизь» — Сион[96]
- «Семь смертных грехов: Возрождение заповедей» — Меласцила[97]

2019
- After School Dice Club — Эмилия[98]
- Are You Lost? — Хомарэ Онисима[30]
- Babylon — Хиаса Сэкуро[99]
- BEM — Бела[100]
- Demon Lord, Retry! — Органа[101]
- Is It Wrong to Try to Pick Up Girls in a Dungeon? II — Лина Талли
- Kandagawa Jet Girls — Аква Мандзё
- Magical Girl Spec-Ops Asuka — Тамара Волкова[102]
- Mini Toji — Судзука Конохана
- Over Drive Girl 1/6 — Субару Аманохара[103]
- Rifle Is Beautiful — Рэй Асакура[104]
- Senki Zessho Symphogear XV — Ванесса[105]
- Teasing Master Takagi-san (второй сезон) — Юкари Тэнкава
- Ultramarine Magmell — Зеро[106]
- Val × Love — Рёсква[107]
- Wasteful Days of High School Girls — Хисуй «Мадзё» Кудзё[108]
- «Бригада пылающего пламени» — Айрис[109]
- «Выдающиеся звери» — Салли
- «Корзинка фруктов» (сериал-ремейк) — Мотоко Минагава[110]
- «Моб Психо 100 II» — Минори Асагири[111]

2020
- Arte — Катарина[112]
- Dropkick on My Devil!! Dash — Бет
- Hatena Illusion — Эмма Сакураи[113]
- ID - Invaded — Хондомати[114]
- Interspecies Reviewers — Мейдр[115]
- Magia Record — Нанака Токива
- Monster Girl Doctor — Лорна Арте[116]
- My Next Life as a Villainess: All Routes Lead to Doom! — Николь Аскарт (в детстве)[117]
- Nekopara — Сигурэ Минадзуки[118]
- One Room: Third Season — Юи Ханасака[119]
- Pet — Дзин[120]
- Princess Connect! Re:Dive — Пекорина/Юстиана фон Астрея[121]
- The 8th Son? Are You Kidding Me? — Вилмал[122]
- Warlords of Sigrdrifa — Адзудзу Комагомэ[123]
- «Цугу Цугумомо» — Тагури Канаяма

2021
- Gekidol — Долл[124]
- Horimiya — Рэми Аясаки[125]
- Kiyo in Kyoto: From the Maiko House — Сумирэ[126], Момохана
- Peach Boy Riverside — Фрау[127]
- Platinum End — Саки Ханакаго[128]
- Suppose a Kid from the Last Dungeon Boonies Moved to a Starter Town — Холин[129]
- The Dungeon of Black Company — Ранга[130]
- Tsuki to Laika to Nosferatu — Людмила Халрова[131]
- WIXOSS Diva(A)Live — Юки Адзами[132]
- «Герой-рационал перестраивает королевство» — Ророа Амидония[133]
- «Дракон в поисках дома» — Альберт[134]
- «Путь домохозяина» — Гин[135]

2022
- Aharen-san wa Hakarenai — Мицуки Осиро[136]
- Beast Tamer — Тина Холли
- Birdie Wing: Golf Girls’ Story — Каорука Иидзима[137]
- Dropkick on My Devil!!! X — Бет
- Hanabi-chan Is Often Late — Тандер Рай Нихомбаси[138]
- In the Heart of Kunoichi Tsubaki — Коноха[139]
- Irodorimidori — Нару Хакобэ[140]
- Life with an Ordinary Guy Who Reincarnated into a Total Fantasy Knockout — Хината Татибана (женская версия)[141]
- Love After World Domination — Хеллко[142]
- Lucifer and the Biscuit Hammer — Анима[143]
- Me & Roboco — Мадока[144]
- Miss Kuroitsu from the Monster Development Department — Акашик[145]
- My Master Has No Tail — Мамэда[146]
- Princess Connect! Re:Dive Season 2 — Пекорина/Юстиана фон Астрея
- Shenmue: The Animation — Джой[147]
- Teasing Master Takagi-san (третий сезон) — Юкари Тэнкава
- The Executioner and Her Way of Life — Асюна[148]

2023
- Horimiya: The Missing Pieces — Рэми Аясаки[149]
- The Masterful Cat Is Depressed Again Today — Рио Нисина[150]
- The Most Heretical Last Boss Queen — Сефек[151]
- The Yuzuki Family’s Four Sons — Саки Кирисима[152]
- Ultraman (третий сезон) — Балькия[153]
- Yohane the Parhelion: Sunshine in the Mirror — Кохаку[154]
- «Синдуальность: Нуар» — Шни[155]

2024
- 2.5 Dimensional Seduction — Маюри Ханю[156]
- A Salad Bowl of Eccentrics — Ливия До Удис[157]
- Dungeon People — Фурин[158]
- Go! Go! Loser Ranger! — Сэсэра Сакурама/Розовая Хранительница[159]
- The Fire Hunter 2nd Season — Рури Мацури[160]
- Trillion Game — Кирика Кокурю[161]
- Urusei Yatsura (вторая половина сериала-ремейка) — Аска Мидзунокодзи[162]
- VTuber Legend — Эйраи Сонокадзэ[163]

2025
- A Ninja and an Assassin Under One Roof — Фумико Кусагакурэ[164]
- Alma-chan Wants to Have a Family! — Судзумэ Ёбамэ[165]
- From Bureaucrat to Villainess — Грейс Овернь[166]
- I Left My A-Rank Party to Help My Former Students Reach the Dungeon Depths! — Джейми[167]
- Li’l Miss Vampire Can’t Suck Right — Эйко Сакума[168]
- Scooped Up by an S-Rank Adventurer! — Клэр[169]
- Secrets of the Silent Witch — Ринзбельфид[170]
- The Dark History of the Reincarnated Villainess — Коноха Магнолия[171]
- The Red Ranger Becomes an Adventurer in Another World — Тэнри Никайдо/Кидзуна Сильвер[172]
- «Акварион: Миф об эмоциях» — Муруа Сатэнэ[173]
- «Дни Сакамото» (вторая часть) — Акира Акао[174]

2026
- Easygoing Territory Defense by the Optimistic Lord — Тилл[175]
- The Holy Grail of Eris — Лили Орламюнде[176]
- «Кулак Полярной звезды» — Рин[177]

TBA
- Magical Girl Raising Project: Restart — Рионетта[178]

#### Аниме-фильмы
- 2013 — Persona 3 The Movie: No. 1, Spring of Birth — ученица A
- 2014 — Yuto-kun ga Iku — Лулу[41]
- 2015 — Arpeggio of Blue Steel -Ars Nova DC- — Хиэй[179]
- 2015 — Digimon Adventure tri. — Хикари Ягами[180]
- 2016 — Gantz: O — Андзу Ямасаки[27]
- 2016 — Pop in Q — Тадона[181]
- 2017 — Trinity Seven the Movie: The Eternal Library and the Alchemist Girl — Анастасия-Л[182]
- 2019 — «Промар» — Тима
- 2020 — BEM: Become Human — Бела
- 2020 — Digimon Adventure: Last Evolution Kizuna — Хикари Ягами[183]
- 2020 — The Island of Giant Insects — Муцуми Орибэ[184]
- 2021 — Eureka: Eureka Seven Hi-Evolution — Кира Помето[185]
- 2022 — Eien no 831 — Надзуна Хасимото[186]
- 2022 — Teasing Master Takagi-san: The Movie — Юкари Тэнкава
- 2022 — «О моём перерождении в слизь: Алые узы» — Сион
- 2023 — Digimon Adventure 02: The Beginning — Хикари Ягами[187]

#### OVA/ONA/Спешлы
- 2015 — Cyborg 009 VS Devilman — Франсуаза Арнуль/003[188]
- 2016 — Chuko Video-Ya no Onna Tenin X — Тиаки Саката[189]
- 2018 — A.I.C.O. -Incarnation- — Каэдэ Мисава[190]
- 2018 — Calamity of a Zombie Girl — Юи Минагава[191]
- 2018 — Saint Seiya: Saintia Sho — Кёко[192]
- 2019 — Fight League: Gear Gadget Generators — Свипхарт Клианетт[193]
- 2019 — Genji Fantasy: Neko ga Hikaru Genji ni Koi wo Shita — Хана[194]
- 2022 — Hairpin Double — Рэд/Адзуми Сибукава[195]
- 2023 — Junji Ito Maniac: Japanese Tales of the Macabre — Каору Ёсикава[196]

#### Компьютерные игры
2011
- игры по франшизе Super Sentai — Люка Миллфи/Жёлтый Гокай

2014
- Bullet Girls — Ая Хиномото
- Caladrius BLAZE — Ноа и Нина Твиннинги

2015
- Aegis of Earth: Protonovus Assault — Това[41][197]
- Bullet Girls 2 — Ая Хиномото
- Granblue Fantasy — Нармая, Пекорина
- Majo Koi Nikki Dragon × Caravan — Санада Рюраку
- Mighty No. 9 — Колл[198]
- Nights of Azure — Арника[41]
- Omega Labyrinth — Саэри Содзя
- Possession Magenta — Мими Масуки[41]
- Starly Girls: Episode Starsia — Акрукс[199]
- Superdimension Neptune vs Sega Hard Girls — Dreamcast[200]

2016
- Code of Joker S — Лина Валентайн[201]

2017
- Genkai Tokki: Seven Pirates — Кларет
- Girls’ Frontline[англ.] — АДС, PA-15
- Idol Death Game TV — Рэн Исахая[202]
- Monster Hunter Stories — Навироу
- Omega Labyrinth Z — Саэри Содзя[203]
- Recolove — Ога Нисинага

2018
- Magia Record — Нанака Токива[204]
- Nights of Azure 2: Bride of the New Moon — Арника
- SINoALICE — Алиса
- Xenoblade Chronicles 2 — Ним

2019
- 13 Sentinels: Aegis Rim — Томи Кисараги[205]
- Another Eden — Фелмина
- Arknights — Вивиана
- Azur Lane — Фубуки, HMS Howe, USS Nicholas
- Fate/Grand Order — Европа
- Mahjong Soul — Сара и Нана Сираиси
- The Seven Deadly Sins: Grand Cross — Меласцила

2020
- Higurashi no Naku Koro ni Mei — Тисамэ Куросава
- Kandagawa Jet Girls — Аква Мандзё

2021
- Alchemy Stars — Лилиам
- Birdie Crush — Дженни
- Lord of Heroes — Лучиликка

2022
- Girls’ Frontline: Neural Cloud[англ.] — Флоренс, Нашита, Ангелус
- Goddess of Victory: Nikke — Белоснежка[206]
- Xenoblade Chronicles 3 — Ашера

2023
- 404 Game Re:set — Xevious[207]
- Naraka: Bladepoint — Тесса

2024
- Granblue Fantasy: Relink — Нармая[208]

2025
- Genshin Impact — Вареса[209]
- Girls’ Frontline 2: Exilium — Флоренс

## Дискография

### Синглы
| Год  | Детали | Высшая позиция в чарте Oricon |
| ---- | --- | ----------------------------- |
| 2015 | «The Idolmaster Cinderella Master 031 — Fumika Sagisawa» - Дата выпуска: 4 февраля 2015 г. - Лейбл: Nippon Columbia - Номер: COCC-17001                  | 4                             |
| 2017 | «Harumachi Clover» (яп. 春待ちクローバー) - Дата выпуска: 8 февраля 2017 г. - Лейбл: SMIRAL - Номер: SMRR-006                                            | —                             |
| 2018 | «Homatsumugen Kochojin: Granblue Fantasy» (яп. 泡沫夢幻・胡蝶刃 ～Granblue Fantasy～) - Дата выпуска: 2 мая 2018 г. - Лейбл: Aniplex - Номер: SVWC-70346 | 8                             |
| 2018 | «Aozora Morning Glory» (яп. 青空モーニンググローリー) - Дата выпуска: 27 июля 2018 г. - Лейбл: SMIRAL - Номер: SMRR-013                                  | —                             |
| 2022 | «Yukyu no Rinne» (яп. 悠久の輪廻) - Дата выпуска: 25 октября 2020 г. - Лейбл: Three Seven Records - Номер: DN-152358                                     | —                             |